# Neocomiano
En geología, el Neocomiano o Neocomiense hace referencia a la parte inferior del período Cretácico, comprendiendo las primeras edades de esta era: Berriasiense, Valanginiense, Hauteriviense, y Barremiense. Es un término en desuso.
- Datos: Q510085